# Austin Swift
Austin Kingsley Swift (West Reading, Pennsylvania, 11 de março de 1992) é um ator e produtor norte-americano, conhecido por Live by Night (2016), I Am Mortal (2021) e I.T. no Brasil, Invasão de Privacidade (2016).

## Biografia
Swift nasceu em 11 de março de 1992 no Reading Hospital em West Reading, Pensilvânia. Seu pai, Scott Kingsley Swift, é consultor financeiro da Merrill Lynch, e sua mãe, Andrea Gardner Swift (Finley), é uma dona de casa que anteriormente trabalhou como executiva de marketing de um fundo de investimento. Ele é o irmão mais novo da cantora e compositora Taylor Swift e neto da cantora de ópera Marjorie Finlay. Swift se mudou de Wyomissing, Pensilvânia para Hendersonville, Tennessee, com sua família quando era jovem, para que sua irmã seguisse sua carreira musical em Nashville.

## Educação e Carreira
Swift se formou na University of Notre Dame em 2015, onde estudou cinema e teve papéis em peças como Dead Man's Cell Phone e Six Characters in Search of an Author. Ele estagiou na Lionsgate, onde suas responsabilidades incluíam fazer e enviar rastreadores. Ele fez sua estreia no cinema em 2016 thriller de I.T. estrelado por Pierce Brosnan. Swift também apareceu em A Lei da Noite, filme estrelado, escrito, dirigido e co-produzido por Ben Affleck, baseado no romance Live by Night, de Dennis Lehane. Também participou dos seriado Embeds, Ainda o rei, Covers Versions.  Em 2019, ele estrelou o filme independente Braking for Whales, originalmente intitulado Whaling, escrito por Tammin Sursok e seu marido Sean McEwen, e no thriller We Summon the Darkness, dirigido por Marc Meyers.

## Filmografia

### Cinema
| Ano  | Título                                  | Personagem/Função | Notas              |
| ---- | --------------------------------------- | ----------------- | ------------------ |
| 2016 | I.T                                     | Lance             |                    |
| 2016 | A Lei da Noite                          | Mayweather        |                    |
| 2018 | Cover Versions                          | Kirk              |                    |
| 2019 | Braking for Whales                      | JT                |                    |
| 2019 | We Summon the Darkness                  | Ivan              | Co-Produtor        |
| 2020 | Folklore: The Long Pond Studio Sessions |                   | Produtor Executivo |
| 2021 | I Am Mortal                             |                   | Co-Produtor        |

### Televisão
| Ano  | Título         | Personagem/Função | Notas                         |
| ---- | -------------- | ----------------- | ----------------------------- |
| 2017 | Embeds         | Colin             | 2 episódios                   |
| 2017 | Still the King | Tyler             | Episódio: "Showcase Showdown" |

### Teatro
| Ano  | Título                                | Personagem/Função | Notas         |
| ---- | ------------------------------------- | ----------------- | ------------- |
| 2014 | Six Characters in Search of an Author | Pai               | [ 13 ]        |
| 2015 | Dead Man's Cell Phone                 | Dwight            | [ 14 ] [ 15 ] |

### Videoclipes
| Ano  | Título                | Artista (s)  | Função    | Ref.   |
| ---- | --------------------- | ------------ | --------- | ------ |
| 2009 | "The Best Day"        | Taylor Swift | Ele mesmo | [ 16 ] |
| 2019 | "Christmas Tree Farm" | Taylor Swift | Ele mesmo | [ 17 ] |